# Буван
Буван (фр. Bouvante) насеље је и општина у источној Француској у региону Рона-Алпи, у департману Дром која припада префектури Валанс.
По подацима из 2011. године у општини је живело 241 становника, а густина насељености је износила 2,87 становника/km². Општина се простире на површини од 83,88 km². Налази се на средњој надморској висини од 585 метара (максималној 1.701 m, а минималној 311 m).

## Демографија
| 1962. | 1968. | 1975. | 1982. | 1990. | 1999. | 2011. |
| ----- | ----- | ----- | ----- | ----- | ----- | ----- |
| 215   | 250   | 222   | 219   | 220   | 223   | 241   |

График промене броја становника у току последњих година